# Intersport Racing
Intersport Racing – amerykański zespół wyścigowy, założony w 1998 roku przez Jona Fielda. Siedziba zespołu znajduje się w Dublinie w Ohio. W historii startów ekipa pojawiała się w stawce American Le Mans Series, IMSA GT Championship, Grand American Road Racing Championship, 12 Hours of Sebring, Petit Le Mans, 24-godzinnego wyścigu Le Mans, Formuły Le Mans oraz Le Mans Endurance Series.

## Sukcesy zespołu
- American Le Mans Series

2002 (LMP675) - MG-Lola EX257 (Jon Field)
2005 (LMP2) - Lola B05/40 (Clint Field) oraz tytuł w klasyfikacji zespołów
- 24h Le Mans

2004 (LMP2) - Lola B2K/40 (William Harrison Binnie, Clint Field, Rick Sutherland)